# Edutainment
L'edutainment o intrattenimento educativo è una forma di intrattenimento finalizzata sia a educare sia a divertire. L'edutainment solitamente cerca di educare e di far socializzare le persone tramite momenti inseriti all'interno di altre forme di intrattenimento, soprattutto di ambito familiare, come i programmi televisivi, i videogiochi, i film, la musica, i siti web, i software ecc.
Da questo assunto si può dedurre la "necessità" dell'edutainment nel processo di apprendimento sia dell’adulto che del bambino.

## Etimologia
Il termine edutainment è un neologismo coniato, negli anni 90, da Bob Heyman, documentarista del National Geographic, per indicare la possibilità e la necessità di insegnare e imparare divertendosi in gruppo. 
L'espressione è un'unione delle parole education (educazione) ed entertainment (intrattenimento). 
Si potrebbe quindi tradurre l’espressione con divertimento educativo. Il termine edutainment è stato utilizzato inizialmente per indicare le forme di comunicazione giocosa finalizzate alla didattica. Il concetto si è con il tempo esteso a tutto ciò che può essere comunicato, grazie al gioco, in modo simpatico e produttivo.
Esso è inoltre usato per riferirsi a quel settore dell'E-learning che cerca di trasmettere dei concetti chiave in modo divertente. Questo metodo può essere fruttuosamente utilizzato per trattare argomenti delicati come l'etica, la diversità e l'uguaglianza, la prevenzione dell'abuso di sostanze, l'educazione sessuale, le informazioni sul rischio dell'HIV e dell'AIDS ecc.

## Campi di utilizzo

Maria Montessori

Questo tipo di educazione può risultare utile per affinare certe sensibilità particolarmente adatte alla società contemporanea, grazie al meccanismo della metamorfosi della propria identità che avviene in tutti i giochi e può favorire il decentramento identitario auspicato da molte strategie educative, come ad esempio quella dell'educazione interculturale.
La via ludica all'apprendimento non deve essere finalizzata solo alla conoscenza di nozioni o di discipline, ma deve rappresentare un modo vero e proprio di concepire e comprendere il mondo, in quanto il gioco ricopre proprio questa funzione: attraverso di esso i bambini per prima cosa scoprono la realtà che li circonda, poi sperimentano nuove abilità, infine sono pronti per immergersi in una società che sempre di più ha bisogno di aperture prospettiche e approcci ludici. 
Già agli inizi del 1900, Maria Montessori, medico e pedagogista, aveva intuito che lasciando spazio al divertimento, alla passione, alla creatività e alla condivisione, il bambino riusciva ad imparare in modo più efficace, in quanto si confrontava concretamente con la realtà circostante, permettendogli di conoscere se stesso e sviluppare nuove abilità e competenze derivanti dall'esperienza diretta del mondo. Montessori pone l'accento infatti sull'idea che l'educazione debba partire da esperienze reali anziché essere basata su una teoria precostituita. 

### Apprendimento e formazione
Moltissime ricerche realizzate con numerose tecniche in differenti contesti di tutto il mondo hanno mostrato come negli ultimi venti anni il successo di un manager o di un tecnico non dipenda tanto da quello che conosce già, ma dalla rapidità e dall'efficacia con cui riesce a imparare.
L'apprendimento fa la differenza. Forma la competenza delle persone, influenza il modo in cui si relazionano con gli altri. Fa realizzare gli obiettivi degli individui, delle aziende e delle società.
Fondamentali sono la centralità di chi impara, il piacere di imparare, l'utilità per il lavoro di quello che si impara, i benefici economici e sociali che se ne ricavano. L'apprendimento considera le esperienze, i modi e i ritmi individuali di sviluppo della conoscenza. 
È concretezza, riflessività critica, dialogo e collaborazione, come indicano i principi consolidati dell': 
- "apprendere facendo",
- "approccio attivo all'apprendimento", non accontentandosi di prendere le cose per scontate,
- "acquisire conoscenza con gli scambi informativi",
- "apprendimento in gruppo", dando e ricevendo sostegno conoscitivo e affettivo.

L'apprendimento promuove l'autonomia di riconoscere, affrontare e risolvere i problemi. Si distingue dalla formazione, che è dipendenza dal sapere erogato dal docente, separatezza tra conoscere e intervenire. 

### Apprendimento sperimentale
I giochi di simulazione sono sistemi di apprendimento sperimentale impiegati nella formazione aziendale. Essi servono a sviluppare capacità operative e a migliorare i comportamenti relazionali: acquisizione di tecniche, conoscenza di principi di riferimento, coinvolgimento nelle logiche di azione, affinamento di competenze diagnostiche, di comunicazione, di soluzione di problemi, di relazioni interne ed esterne, di elaborazione di tattiche, ecc. Possono essere supportati dalle nuove tecnologie utilizzate nell'informazione e nella comunicazione e possono essere svolti online e off line.
Accanto a questi punti di forza, anche nella versione più sofisticata del "gioco d'affari" (business game), si possono trovare come punti deboli: il costo di realizzazione elevato, un tetto o un numero minimo di partecipanti, la verosimiglianza dei comportamenti richiesti, la seriosità della formazione d'aula, la poca trasparenza dei meccanismi di successo e insuccesso.

### Mass Communication Game
A questi limiti pone rimedio il Mass Communication Game, un gioco di simulazione costruito a partire da dati e fatti specifici di un'azienda, che fa esplorare diverse alternative di comportamenti individuali, intragruppo, intergruppi, generali, attuali e potenziali, in diversi ambienti micro e macro di mercato e di organizzazione. Serve a diffondere la conoscenza e a favorire l'integrazione attiva sugli obiettivi aziendali. 
È focalizzato sulla riproduzione e lo sviluppo del know how. Può essere utilizzato "in presenza" e "a distanza" da numero minimo di 12-15 partecipanti ad un massimo di 400-500, nel posto di lavoro, in aula, in convention e in meeting, con team funzionali e interfunzionali, con clienti e fornitori, con un tempo di 3-4 ore, consecutive o divise.
È basato su una logica di edutainment (education + entertainment) per imparare facendo, in modo divertente.
Ha costi contenuti e il "prodotto" su misura è di proprietà dell'azienda committente, che può eventualmente riutilizzarlo poiché dà esperienze e risultati diversi a seconda dei diversi partecipanti.
I criteri di attivazione del "Mass Communication Game" sono:
- la personalizzazione dei contenuti, dei modi e dei tempi di apprendimento in relazione alle competenze e alle motivazioni di ogni partecipante,
- la flessibilità dell'apparato di sostegno, che combina diverse attività di gruppo per soddisfare i bisogni di conoscenza pratica,
- l'integrazione attiva di ogni partecipante sugli obiettivi organizzativi da raggiungere,
- la rapidità e l'efficacia di sviluppo e miglioramento continuo delle competenze aziendali

#### Business Simulation Game
In un articolo del 2016 scritto da Lucie Mitchell, capo della sezione Ricerca & Comunicazioni di HR Upgrades e manager del gruppo LinkedIn "HR Jobs and Ideas", e poi tradotto da Lucrezia Pala in italiano, si afferma l’importanza del Business Simulation Gaming nel settore aziendale come parte essenziale del processo di apprendimento.
Le simulazioni, se svolte in modo continuativo, danno l'opportunità di “imparare facendo” in un ambiente privo di rischi. I nuovi progressi tecnologici nel calcolo e nelle scienze del comportamento, permettono di simulare sempre meglio come le variabili "hard" (ad esempio il prezzo o la capacità produttiva di una fabbrica) influenzino le prestazioni di un prodotto, e come le competenze gestionali servano in un ambiente lavorativo per migliorarne le prestazioni e creare valore per gli shareholder.
I Business Simulation Games potrebbero essere una componente essenziale di una strategia a lungo termine che permetta lo sviluppo del personale poiché:
- Permettono un'esperienza formativa memorabile e gratificante in quanto si possono vedere come un approccio divertente, attraverso il quale aumentare la motivazione e l'abilità individuale di gestire le informazioni. Gli argomenti noiosi dovranno comunque essere resi interessanti, in quanto le persone tendono a ricordare in modo più significativo i contenuti se appresi con modalità che stimolino la loro curiosità.
- Potenziano la Creatività e l’Imprenditorialità, competenze molto importanti da sviluppare in un panorama sempre più incentrato sul capitale umano come mezzo che definisce la competitività e il valore all'interno delle imprese, ancora di più delle risorse finanziarie e delle abilità tecnologiche. Per allenare queste due competenze si potrebbe utilizzare il processo della “padronanza guidata” di Albert Bandura: prendere persone che ritengono di non essere creative ed aiutarle a tirar fuori la loro creatività attraverso una serie di passi e successi.
- L’HR hanno un’opportunità di essere strategica e innovativa, piuttosto che reattiva
- Permettono di sviluppare la capacità di prendere decisioni di alto livello difficilmente possibili nella vita di tutti i giorni, senza la paura di perdere il lavoro in caso di errore
- Aiutano a sviluppare impegno e visione d’insieme dell’organizzazione nel suo complesso, a capire il ruolo del proprio lavoro quotidiano nell’impresa, portando ad un senso di appartenenza molto più profondo e radicato nell'individuo

I business game necessitano poi di una parte di debriefing nella quale i partecipanti riflettono sull' esperienza, discutono su cosa è andato bene e identificano le opportunità di miglioramento individuali e collettive. 

## Edutainment nei programmi televisivi

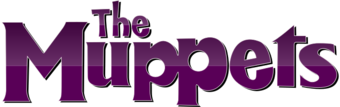
The Muppets

Marshall McLuhan già nel 1967 si occupa di comunicazione attraverso i media, una delle sue principali tesi è "il mezzo è il messaggio" attraverso la quale sostiene che il messaggio sia in parte determinato dal mezzo con cui lo si trasmette, diffondendo una stessa informazione con mezzi diversi non si ottiene lo stesso risultato. La modalità comunicativa dei media li rende non neutrali in quanto portano gli spettatori a mettere in atto determinati comportamenti e influenzano il loro pensiero.
L'edutainment è presente in molte serie televisive per bambini, come Sesamo apriti (con la presenza dei Muppet), Teletubbies e i Fimbles. Ultimamente ha riscosso un grande successo, anche in Italia, la trasmissione prodotta dalla Disney Art Attack che cerca di coniugare divertimento e insegnamenti pratici. Così come fonde intrattenimento e cultura la serie italiana a cartoni animati  Go Go Around Italy prodotta in Italia nel 2023 e trasmessa dalla Rai.
Per quanto riguarda i telespettatori adulti una delle serie più famose in questo senso è Le avventure del giovane Indiana Jones (diretta anche a un pubblico più giovane). Spesso singoli episodi di situation comedy fungono da veicoli di edutainment, talvolta descritti nel gergo della televisione commerciale degli Stati Uniti come very special episode (episodio molto speciale). È stato notato che uno degli episodi del telefilm Happy Days ha fatto incrementare del 600% negli Stati Uniti la domanda di tessere per le biblioteche. Nello stesso periodo, la soap opera radiofonica inglese The Archers (Gli arcieri) ha educato il suo pubblico per decenni su materie agricole; alla stessa maniera la soap opera Twende na Wakati, trasmessa via radio in Tanzania, è stata scritta in primo luogo per promuovere la pianificazione familiare. Nel 2007 è stata diffusa nelle isole di Vanuatu una serie televisiva intitolata Love Patrol con lo scopo di educare i telespettatori sulla tematica dell'AIDS.

## Edutainment e software
Recentemente sono sempre più diffusi i software che cercano di coniugare gioco ed educazione. Soprattutto negli ultimi anni l'utilizzo dei mezzi informatici nelle scuole anche in Italia ha permesso la diffusione di questo tipo di educazione, anche se prevalentemente nelle scuole primarie. Nonostante ciò molte persone si chiedono ancora che differenza ci sia tra i new media e i media tradizionali. Molto semplicemente questi ultimi presentano dei limiti che ostacolano il coinvolgimento e l'apprendimento degli studenti come la passività nella trasmissione dei contenuti, l'impossibilità di ricreare situazioni collegate ai contenuti delle lezioni e lo scarso coinvolgimento multisensoriale ed emotivo.
Un software sempre più utilizzato nel campo dell'educazione è la realtà virtuale. Grazie a questa immersività c'è la possibilità di costruire scenari ad hoc, oltre a stimolare il coinvolgimento emotivo da parte dell’utente che diventa un partecipante attivo. Da questo punto di vista, la Realtà Virtuale si presenta come uno strumento che permette di allenare e sviluppare numerose competenze come la memoria: basti pensare, ad esempio, di avere la possibilità di osservare in prima persona i pianeti e i corpi celesti piuttosto che studiare dalle enciclopedie o ancora di poter esplorare nazioni e città direttamente dall’aula di scuola.

### Software Open Source
Una grande quantità di software di edutainment è open source (OSS), in quanto la comunità che sostiene il software aperto ritiene che l'istruzione debba essere libera e accessibile per tutti.
I moderni software vengono venduti entro i termini di una licenza proprietaria, che dà all’editore o al creatore il pieno controllo del codice, affinché nessuno possa controllarlo o modificarlo. Ecco perché gli OSS vengono pubblicati con licenza software libera, che consente a chiunque di studiarne il funzionamento, modificare il software e/o ridistribuirlo.
"L’OSS è estremamente importante per scuole e educatori, anche se a molti non è chiaro il motivo. Sul piano pratico, fa risparmiare molti soldi: se esiste il software necessario, il sistema scolastico può fornirne una copia a ogni scuola, che lo può installare sui suoi computer gratuitamente. Se il software necessario non esiste, diverse scuole o organizzazioni di interesse possono consorziarsi per svilupparlo o gestirlo. Le scuole possono anche chiedere ai genitori di procurarsi l’OSS, senza timori riguardo alla condizione economica della famiglia."
Tali software sono diventati utilissimi (a volte quasi indispensabili) nel 2020 quando è iniziata la pandemia di COVID-19 e di conseguenza anche la didattica a distanza (DAD).

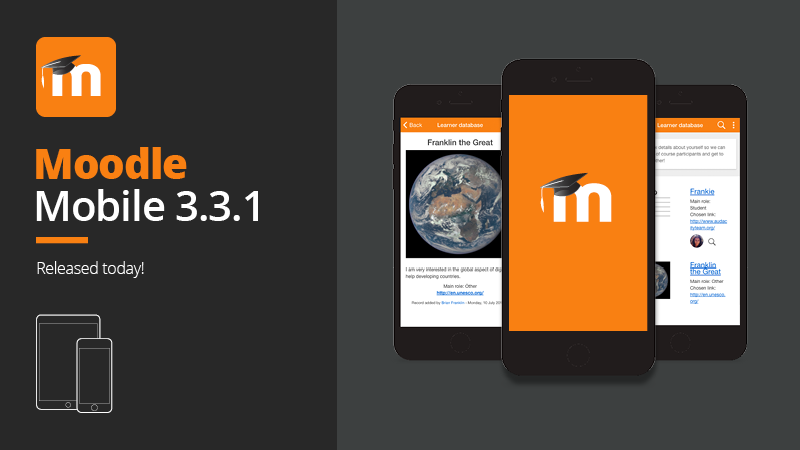
[https://moodle.org/?lang=it Moodle

Ci sono dunque moltissimi programmi OSS che possono essere utilizzati quotidianamente da studenti e insegnanti.
Programmi per studenti:
- Etherpad[7]
- Mahara[8]
- Mastodon[9]
- Moodle[10]
- Zotero[11]

Programmi per docenti:
- Anki[12]
- Blender[13]
- Celestia[14]
- Marble[15]

## Edutainment e robot

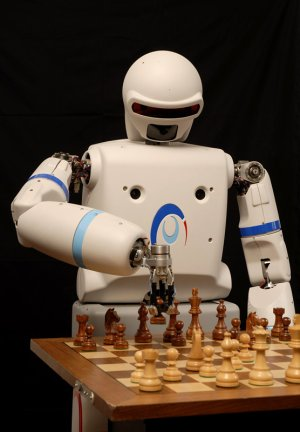
Humanoid robot

Negli ultimi anni la tecnologia ha fatto moltissimi passi avanti soprattutto nel campo della robotica e in particolar modo nel 2009 si è cominciato a pensare di utilizzare i robot nel campo dell'educazione dato che gli studenti accoglievano questa nuova metodologia con molta curiosità e interesse. Nelle scuole secondarie si iniziò ad utilizzare robot umanoidi in educazione scientifica che includeva compiti di progettazione, strutturazione e programmazione anche delle altre attività educative. Nella ricerca di Birk and his co. (2008), ‘Novelty Camp’ vennero usate due piattaforme differenti: la prima è LEGO che venne usata per le attività educative; la seconda è Bioloid humanoid robots, usata nelle ricerche professionali. Lo scopo era quello di capire se gli studenti fossero maggiormente motivati e spinti a studiare grazie a questa nuova metodologia e soprattutto quali delle due piattaforme preferissero. Alla fine di tale ricerca si scoprì che gli studenti preferivano utilizzare la seconda piattaforma (Bioloid humanoid robots) in quanto potevano trovare tutte le informazioni necessarie e ripetere tale esperienza anche a casa. Quest'ultima caratteristica è molto importante in quanto gli studenti possono sperimentare anche a casa e nel tempo libero e dunque si potrà creare una sorta di padronanza di questo nuovo metodo educativo. 

### Varie distribuzioni Linux
- Negli ultimi tempi sono nate numerose distribuzioni Linux pensate per coniugare attività ludiche e istruzione e dedicate in modo particolare al mondo della scuola. Tra le più conosciute possiamo elencare:
- AbulÉdu (distribuzione francese)
- DidaTux (distribuzione interamente italiana)
- DouDouLinux (distribuzione multilingua per bambini)
- Edubuntu (distribuzione multilingua sviluppata dalla Canonical)
- Eduknoppix (distribuzione interamente italiana)
- FavlOS (distribuzione per la scuola tecnica, sviluppata dallo studente Alessio Vitullo)
- Freeduc-CD (in collaborazione con l'UNESCO)
- FUSS (distribuzione realizzata in Italia disponibile in 4 lingue, sviluppata dalla Fuss Project)
- ITIX (live cd per la scuola tecnica, distribuzione italiana)
- LEThAL (cd per la scuola tecnica, studi ingegneria, distribuzione italiana)
- QiLinux Docet (distribuzione interamente italiana)
- Quantian (cd per la scuola tecnica, studi ingegneria, calcolo scientifico)
- Scientific Linux (distribuzione per la ricerca e il calcolo scientifico)
- Skolelinux (a volte chiamata anche Debian-Edu)
- So.Di.Linux (distribuzione interamente italiana)
- Vicalix (La live cd interamente italiana dedicata alle scuole primarie e secondarie di primo grado. Segnalata sul portale del software open source dell'UNESCO)
- WiildOS (distribuzione interamente italiana , sviluppato da Pietro Pilloli)

### KDE Edutainment Project
Anche l'ambiente desktop KDE ha dato l'avvio a un progetto di edutainment, inserendo numerosi programmi di tal genere all'interno dei suoi pacchetti.

[http://www.tux4kids.com/ Tux4Kids

### Tux4Kids
Tux4Kids è un progetto avente come scopo quello di produrre software libero di tipo educativo. I programmi più famosi del progetto sono:
- Tux Maths
- Tux Paint
- Tux Typing 2

### Progetti italiani
Per quanto riguarda i progetti italiani, uno dei più avviati è senz'altro quello dell'IPRASE del Trentino che conduce una sperimentazione basata proprio su software che permettano di apprendere con divertimento.
Esiste inoltre "Il Divertinglese" che è un progetto che la Rai Educational, in collaborazione con il Ministero della Pubblica Istruzione e con INDIRE (Istituto Nazionale di Documentazione per l'Innovazione e la Ricerca Educativa), rivolge alla scuola italiana e alle famiglie per affiancare e seguire i percorsi formativi degli studenti nell'apprendimento della lingua inglese. Si tratta di un sistema integrato di TV digitale, web e materiale cartaceo.
Art-Museum, in Sardegna, si occupa di allestimenti multimediali all'interno dei musei, grazie a questo l'apprendimento avviene attraverso il gioco e diventa molto più semplice essendo interattivo.